# Lojack
Lojack S.A. – pierwsza w Polsce firma zajmująca się odzyskiwaniem skradzionych pojazdów. Systemy Lojack oprócz Polski znajdują się w ponad 40 krajach.

## Działanie
System Lojack działa na zasadzie tzw. "radiówki". W pojeździe montowany jest moduł. Dla bezpieczeństwa klienta miejsce instalacji jest nieznane nawet jemu. W przypadku zgłoszenia kradzieży Lojack wysyła załogi poszukiwawcze, które namierzają moduł za pomocą infrastruktury radiowej na terytorium całej Polski (oraz Europy). Zespoły operacyjne Lojack działają w ścisłej współpracy z policją.
W 2000 system Lojack został odznaczony Złotym Medalem Międzynarodowych Targów Poznańskich.

## Charakterystyka systemu
Siła sygnału nadawanego przez moduł jest wielokrotnie wyższa od siły sygnału GPS i nawet w przypadku zakłócania szerokiego pasma częstotliwości trudno jest go całkowicie zagłuszyć.